# Google ビデオ
Google ビデオ（グーグルビデオ、英語: Google Videos）は、Googleの動画検索エンジンである。かつては無料の動画共有サイトであり、YouTubeのように選択した動画をリモートのウェブページに埋め込むためのHTMLコードを提供し、帯域幅が狭くストレージ容量も少ないウェブサイトで動画を豊富に利用できるものだった。

## 動画共有サイトとしての Google ビデオ
動画共有サービスとしてのGoogle ビデオは2005年1月25日に始まった。2006年10月9日、Googleはかつて競合していたYouTubeを買収した。2007年6月13日、Googleビデオの検索結果にYouTubeなど他の動画ホスティングサービス上で検索クローラが見つけたコンテンツを含めることを発表。2009年、GoogleはGoogle ビデオへの動画アップロードを終了させた。
Googleビデオにユーザーが投稿した動画は、2011年4月29日から再生不可となり、投稿者が動画を保存するためのダウンロード機能も同年5月13日から利用できなくなった。これによって、動画共有サービスとしての機能は完全にYouTubeに取って代わられた。

### 動画コンテンツ
Googleビデオは自由に検索可能な動画の巨大アーカイブを目指してスタートした。素人ビデオ、バイラル・マーケティング用広告、映画の予告編などの他に、テレビ番組や映画本編などのプロの作成した映像を有償で配布することも目的にしていた。
Google従業員による教育的講演の記録もGoogleビデオ経由で公開された。講演は主にその従業員の出身大学で行われたものである。Googleのテクノロジーやソフトウェア工学に関するテーマのものが多く、ソフトウェア工学分野の有名人の先駆的業績も扱っている。
CBS、NBA、音楽ビデオ、独立系の映画など、様々なメディア企業が新たな収入獲得手段としてGoogleビデオにコンテンツを提供した。当初、大手テレビ放送会社各社（ABC、NBC、CNN）のコンテンツは無料のストリーミングが可能な形で公開されるか、少なくともスチール写真に字幕を付けたものが無料で公開されていた。さらにアメリカ国立公文書記録管理局がGoogleビデオ上で歴史的な記録映画をオンライン公開していたが、このプロジェクトは後に中止されている。
また、Googleビデオでは会員制などでない動画をウェブ・クローラで探し出し、検索できるようにしている。GoogleビデオとYouTubeの動画以外でGoogleビデオの動画検索で検索結果として表示されるのは、GoFish、ExposureRoom、Vimeo、MySpace、Biku、Yahoo! Video などである。Googleビデオは動画アーカイブとして始まったが、現在では動画検索エンジンとしての意味合いが強くなっている。
2007年8月、DTO/DTRプログラム（download-to-own/rent。ストリーミングではなく動画ファイルを有償でダウンロードできるサービス）が終了した。それと同時に以前にGoogleビデオから購入された動画ファイルは再生できなくなった。購入者には Google Checkout で使える形で払い戻しが行われたが、その有効期限は60日間だった
。

### 動画アップロードサービスの終了
2009年、Googleは利用者が動画ファイルをGoogleビデオにアップロードする機能を停止させた。既にアップロード済みの動画はこれまで通りホスティングされている。その後、利用者アカウントが不活発になると共に、相互リンクするなどの機能もなくなった。

#### 動画のアップロード
2009年までは、利用者が動画ファイルをGoogleビデオのウェブサイトを通してアップロードすることができた（ファイル当たりの容量は100MBまで）。また代替手段としてWindows、Mac OS X、Linuxで利用可能な Google Video Uploader を使ってアップロードすることもできた。1000時間分以上の動画をアップロードしたことがある利用者にはGoogleの Premium Program が適用され、アップロードを継続することもできる。
Video Uploader はOSごとの3種類のアプリケーションとしてダウンロード可能だった。そのうちLinux版はJavaで書かれていたため、他のプラットフォームでもJava仮想マシン (JRE) さえインストールされていれば修正なしで利用可能だった。この実行ファイル（.jar ファイル）は単独で動作でき、インストールが不要である。したがってUSBメモリやCD-ROM、さらにはネットワークストレージ上に置いておいても利用可能だった。このため、図書館にあるPCなど、自分のものでないコンピュータからでも動画をアップロード可能だった。
アップロードされた動画は .gvi ファイルとして所定のフォルダに格納され、その利用者が閲覧可能なログが作成される。ログにはその動画ファイルが閲覧された回数やダウンロードされた回数が期間ごとに記録されるようになっていた。

### 動画配信方法
Googleビデオは無料で公開される動画と販売・レンタル方式の動画を提供しており、後者はデジタル著作権管理によって制御されていた。

### ウェブサイト
動画を見るにはGoogleビデオのウェブサイト video.google.com 経由でアクセスする。それぞれの動画ファイルには一意のURIがあり、http://video.google.com/videoplay?docid=<video id> という形式である。そのページには Flash Video 形式のファイルが埋め込まれており、任意のFlashを再生可能なブラウザで動画を再生できる。
動画の特定の時点への恒久的リンクも可能で、http://video.google.com/videoplay?docid=<video id>#XXhYYmZZs という形式である。

### Google Video Player
Google Video Player はブラウザを使わずにGoogleビデオ上の動画を再生する手段で、WindowsとMac OS Xで動作する。Google独自のGoogle Video File (.gvi) フォーマットを再生でき、"Google Video Pointer" (.gvp) フォーマットのプレイリストをサポートしている。動画をダウンロードすると、実際にダウンロードされるのは .gvi ファイルではなく .gvp という小さいファイル（ポインタ）である。これを実行すると、.gvi ファイルがユーザーのデフォルト・ディレクトリにダウンロードされる。
2007年8月17日現在、Google Video Player は保守が停止しており、Googleビデオのウェブサイトからもダウンロードできない。また、GVIフォーマットで動画ファイルをダウンロードするというオプションも除去されている。
Google Video Files (.gvi) は Audio Video Interleave (.avi) ファイルに独自のFourCCである "goog" を追加した独自フォーマットである。

## 利用可能な地域
当初アメリカ合衆国国内だけで利用可能だったが、徐々に利用可能な国が増えていき、今ではイギリス、フランス、ドイツ、イタリア、日本などを含む多くの国々からアクセスできる。かつては中国も利用可能だったが、インターネット検閲によりビデオを含むGoogleのサービスが利用できなくなっている。